# Anselmo de Reulx
Anselmo de Reulx (nascut probablement en la petita població de Raeulx, (ubicada en l'Hainaut), vers 1495 – 1560), fou compositor holandès del sud, actiu a Itàlia.
Va servir al voltant de 1524 a la capella de la cort espanyola de Carles V. La seva producció consisteix exclusivament en madrigals, gènere de música que llavors es cultivava solament en aquella península.
L'obra que li dona anomenada fou Madrigals amb 4 veus de nou del seu propi compositor i enviats a editar. Llibre "Ipub Scotus" (Venècia, 1543), reimpressió Antonio Gardane, (Bolonya, 1543). En aquesta col·lecció s'inclouen 29 madrigals.
El seu segon llibre a quatre veus conclou amb una batalla moresca constituïda de nou per ell, i publicada per Antonio Gardane (Venècia, 1546).

## D'altres obres
- S'io credessi per morte essere scarco, per a 4 veus (1548)[2]
- Quanto era l'meglio, Madrigal a 4 veus de Jacques Arcadelt, a 4 veus. Llibre III. 1556[]
- Languidetta giacendo, Madrigal a 4 veus;
- Quand'io mi volgo, Madrigal a 4 veus. El veritable tercer llibre de madrigals per a 4 veus. Publicat per Antonio Gardani. 1549. (27 Madrigals).